# بكر العدوان
بكر سلطان ماجد العدوان هو الرئيس السابق للنادي الفيصلي الأردني (الفترة الثانية). وخلال ترؤسه سابقاً للنادي استعاد الفيصلي بطولة الدوري بعد غياب ست سنوات وحصل على بطولة درع الاتحاد الأردني وبطولة سن 20 سنة وبطولة سن 16 سنة وقد ساهم في حصول الفيصلي على بطولة كأس الاتحاد الآسيوي مرتين خلال اشغاله منصب نائب رئيس النادي وحصول الفيصلي على المركز الثاني في بطولة ابطال العرب.